# Théorème de Slutsky
En probabilités, le théorème de Slutsky étend certaines propriétés algébriques de la convergence des suites numériques à la convergence des suites de variables aléatoires. Le théorème porte le nom d'Eugen Slutsky. Le théorème de Slutsky est aussi attribué à Harald Cramér.

## Énoncé
Soient (Xn)  et (Yn) des suites de variables aléatoires à valeur respectivement dans Rp et Rq.
Théorème de Slutsky — Si  Xn converge en loi vers X, et si Yn converge en probabilité vers une constante c, alors
le couple (Xn,Yn) converge en loi vers le couple (X,c).
Par exemple, si les Xn, Yn sont des vecteurs ou des matrices pouvant être ajoutés ou multipliés, on a la convergence en loi de Xn + Yn vers X + c, et de YnXn vers cX.
Remarque — 
Dans l'énoncé du théorème, l'hypothèse « Yn converge en probabilité vers une constante c » est en fait équivalente à  l'hypothèse « Yn converge en loi vers une constante c ».
Notes :
1. L'hypothèse selon laquelle Yn converge vers une constante est importante — si la limite était une variable non dégénérée, le théorème ne serait plus valide.
2. Le théorème reste valide lorsqu'on remplace toutes les convergences en loi par des convergences en probabilité.